# Діазографія
Діазотипія, діазографія — спосіб створення копій і отримання фотографічних зображень.
Спочатку використовувалася для копіювання технічної документації, але надалі витіснена ксерокопіюванням. Продовжує використовуватися для нанесення логотипів на металеві поверхні і художньої фотодруку.

## Техпроцес
Оригінал виконується на кальці, поміщається між потужним джерелом світла і носієм (Діазопапір), зображення проявляється у витяжних шафах парами аміаку при сухому способі або мокрим способом в лужних розчинах. Отримана в результаті процесу копія креслення в повсякденній мові інженерів, архітекторів і креслярів мала назву синька, отримане через колір фону попередній версії техпроцесу, ціанотипія. Коли пізніше хімічні процеси були змінені і колір фону змінився, назва синька збереглося як традиція, хоча в англомовних країнах назва змінилася з Blueprint на Whiteprint.